# جون كوكوريس
جون ميشيل كوكوريس: (يوناني, ولد في 17 سبتمبر عام 1877 - 1944) وهو رجل أعمال يوناني.
ولد في ليونيديو وأتى إلى نيونيوك عام 1895, وعمل في تجارة الإسفنج. عام 1896 عمل مع جون تشيني في مدينة تاربون سبرينغز في فلوريدا. عام 1905، وقام بتقديم غوص الأسفنج في المنطقة وقام بتجنيد غواصي إسفنج يونانين من جزر دوديكانيسيا. بحلول عام 1930، كانت صناعة الإسفنج في تاربون سبرينغز منتجة للغاية، وتولد ملايين الدولارات كل سنة.
لقد توفي عام 1944 في فلوريدا، مقاطعة دوفال.